# 彩雲飛
《彩雲飛》（英語：The Young Ones）是一部1973年上映的臺灣電影，該電影改編自瓊瑤的同名小說，由張永祥編劇，李行導演。甄珍和鄧光榮主演，音樂由左宏元擔任。該電影講述了一名男子愛上了一位身體虛弱的女子，後者最終去世。隨後，男子遇到了一位與她相似的女子的故事。
《彩雲飛》及瓊瑤的另一部小說《海鷗飛處》後於1980年代改編為中華電視公司旗下電視劇《海鷗飛處彩雲飛》。

## 劇情大綱
從香港來臺灣求學的孟雲樓，寄宿在父親舊識楊老伯家中。儘管楊家上下熱情招待，雲樓卻始終未能見到楊家的愛女涵妮，這讓他感到疑惑。直到某夜，家中傳來悠揚的琴聲，雲樓才發現彈琴的竟是自幼患有宿疾而不得不長期靜養的涵妮。
涵妮答應每天為雲樓彈琴，兩人的感情也逐漸升溫。然而，長輩們的種種阻撓在他們之間埋下了不安的種子，卻也帶來了另一段意外的姻緣。有一天，雲樓遇見了一位與涵妮相貌神似的女孩。

## 演員
- 甄珍 飾 楊涵妮／唐小眉[4]
- 鄧光榮 飾 孟雲樓
- 曹健 飾 楊子明
- 傅碧輝 飾 楊子明的妻子雅筠
- 葛香亭 飾 孟振寰
- 黃曼 飾 孟振寰的妻子
- 紫蘭 飾 周翠薇
- 韓甦 飾 唐小眉的父親
- 儀銘
- 萬沙浪
- 周少卿
- 葉蕙雯
- 李黛玲
- 陳舊
- 吳可
- 閔敏
- 楊烈
- 王雲

## 製作
《彩雲飛》的原始小說完成於1968年3月，1970年代初期，由瓊瑤原著改編的文藝愛情片已成時下臺灣電影市場的關鍵類型，許多電影公司紛紛爭取購買他的小說改編電影版權。以拍攝健康寫實電影著稱的李行對瓊瑤的作品給予高度評價。儘管他最初意圖改編《窗外》，但作品已被其他公司搶先取得版權，使計劃中途夭折。在瓊瑤的建議下，李行在1972年秋天以四萬元港幣的價格，從擁有電影改編版權的嘉禾影業公司購得《彩雲飛》與《海鷗飛處》兩部原著的電影改編權。
在取得版權後，李行迅速啟動《彩雲飛》的籌備工作。並邀請張永祥編寫劇本，並開始考慮演員人選。最初的初稿完成後，李行對此並不滿意，並經過重新整理後保留了原始小說中的瓊瑤風格，
原始的男女主角計畫由柯俊雄和蕭芳芳擔任，但由於檔期與學業問題，兩人分別婉拒了這個計畫。經過一番尋找，李行最後選擇了剛合作過《白屋之戀》（1973年）的甄珍與鄧光榮擔任，再次作為搭檔出演。
甄珍在電影中共一人分飾兩角。由於電影技術限制，導致楊涵妮/唐小眉兩位角色在影片中無法同框出現。此外，由於鄧光榮在拍攝期間使用广东方言，而甄珍則不懂廣東方言，這使得他們在溝通上存在一定障礙。

### 製作團隊
- 導演：李行
- 原著：瓊瑤《彩雲飛》
- 編劇：張永祥
- 出品人：賴國材、鄧仕樑
- 製片：陳汝霖
- 藝術指導：鄒志良
- 美術顧問：龍思良
- 服裝設計：陳博文
- 攝影指導：賴成英
- 攝影：陳坤厚
- 照明指導：李亞東
- 照明：陳存道、謝福順
- 錄音：張華
- 音樂：左宏元
- 幕後主唱：尤雅、鄧麗君
- 助理製片：李笠
- 劇務：常楚賢
- 化粧：賈魯石
- 服裝：舒蘭英
- 道具：張霽
- 工務：韋志明
- 場務：侯彥德
- 剪輯：陳洪民、楊柏榮
- 副導演：李融之
- 助導：卓伯棠
- 場記：宮天美
- 劇照：許宗榮

### 票房
《彩雲飛》上映後收入達308萬新台幣。成為1973年臺灣電影票房第六名，該影片的票房成績僅次於《猛龍過江》（897萬元）、《唐山大兄》（485萬元）、《心有千千結》（395萬元）、《刺馬》（320萬元）和《四騎士》（320萬元）。

## 原聲帶
《彩雲飛》電影的同名原聲帶在1973年由鄧麗君、尤雅和萬沙浪演唱，由香港丽风唱片發行。發行編號「LTLP-3012」，所有歌曲均由左宏元（筆名古月）作曲，僅有第十首曲目的作曲者仍然未知。除了第九和第十首曲目外，所有歌曲都是電影的主題曲。標題曲和《我怎麼能離開你》的歌詞相似。
原本左宏元打算將電影的片頭曲和片尾曲都稱〈彩雲飛〉，兩首〈彩雲飛〉使用相同的歌詞搭配不同的旋律，但後來將片尾曲改名為〈我怎能離開你〉，尤雅演唱電影片頭曲，萬沙浪和鄧麗君則演唱片中插曲和電影片尾曲。
〈千言萬語〉和〈我怎能離開你〉後在宝丽多唱片（香港）重新錄製，收錄在鄧麗君1977年的專輯《精選集》中。該原聲帶中的歌曲後來也被其他歌手翻唱。
| 第一面 | 第一面                         | 第一面         |
| 曲序   | 曲目                           |                |
| ------ | ------------------------------ | -------------- |
| 1.     | 〈彩雲飛〉（主題曲一）（尤雅） | 瓊瑤           |
| 2.     | 〈千言萬語〉（鄧麗君）         | 爾英（左宏元） |
| 3.     | 〈愛的寂寞〉（鄧麗君）         | 爾英（左宏元） |
| 4.     | 〈彩雲飛〉（主題曲二）（尤雅） | 古月           |
| 5.     | 〈彩雲飛〉（音樂）             | 古月           |

| 第二面 | 第二面                           | 第二面 |
| 曲序   | 曲目                             |        |
| ------ | -------------------------------- | ------ |
| 6.     | 〈我怎能離開你〉（鄧麗君）       | 瓊瑤   |
| 7.     | 〈彩雲飛〉（主題曲三）（萬沙浪） | 瓊瑤   |
| 8.     | 〈夢難忘〉（萬沙浪）             | 田雨   |
| 9.     | 〈藍色的姑娘〉（萬沙浪）         | 田雨   |
| 10.    | 〈何時你再來〉（萬沙浪）         | 奴莊   |

鄧麗君演唱的所有歌曲也由麗風唱片發行了7寸EP黑膠，並附有一首在電影中未出現的曲目。
第一面
1. 我怎能離開你
2. 愛的寂寞

第二面
1. 千言萬語
2. 美酒加咖啡

## 獎項
| 年份         | 獲提名 | 獎項                 | 結果 |
| ------------ | ------ | -------------------- | ---- |
| 第11屆金馬獎 | 鄒志良 | 最佳彩色影片美術設計 | 獲獎 |

## 修復版本
2013年，甄珍獲得第50屆金馬獎終生成就獎，金馬執委會原規劃播映《彩雲飛》，卻發現國家電影及視聽文化中心保存的拷貝嚴重損壞，香港版本拷貝則有10分鐘的片段無法放映，於是國家電影中心因此將《彩雲飛》納入臺灣電影數位修復計畫。並於2014年完成數位修復，於同年金馬影展放映。

## 外部連結
- 彩雲飛在臺灣電影網的資料 （页面存档备份，存于）
- 香港影庫上《彩雲飛》的資料（繁體中文）
- 互联网电影数据库（IMDb）上《彩雲飛》的资料（英文）
- 彩雲飛在豆瓣电影的資料